# Socha

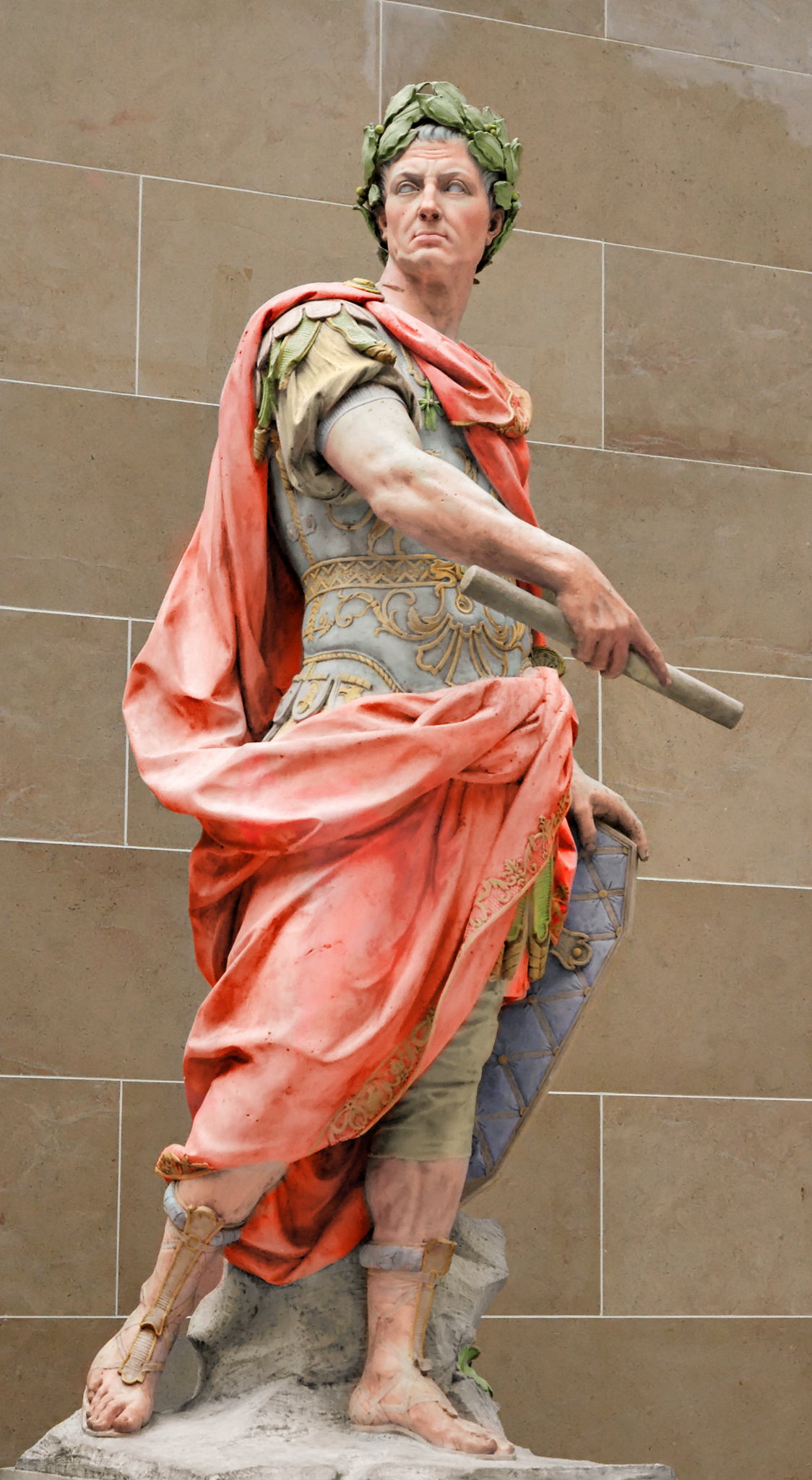
César. Kolorovaná socha, protože se běžně používané barvy na sochách do současnosti jako viditelné nezachovaly.

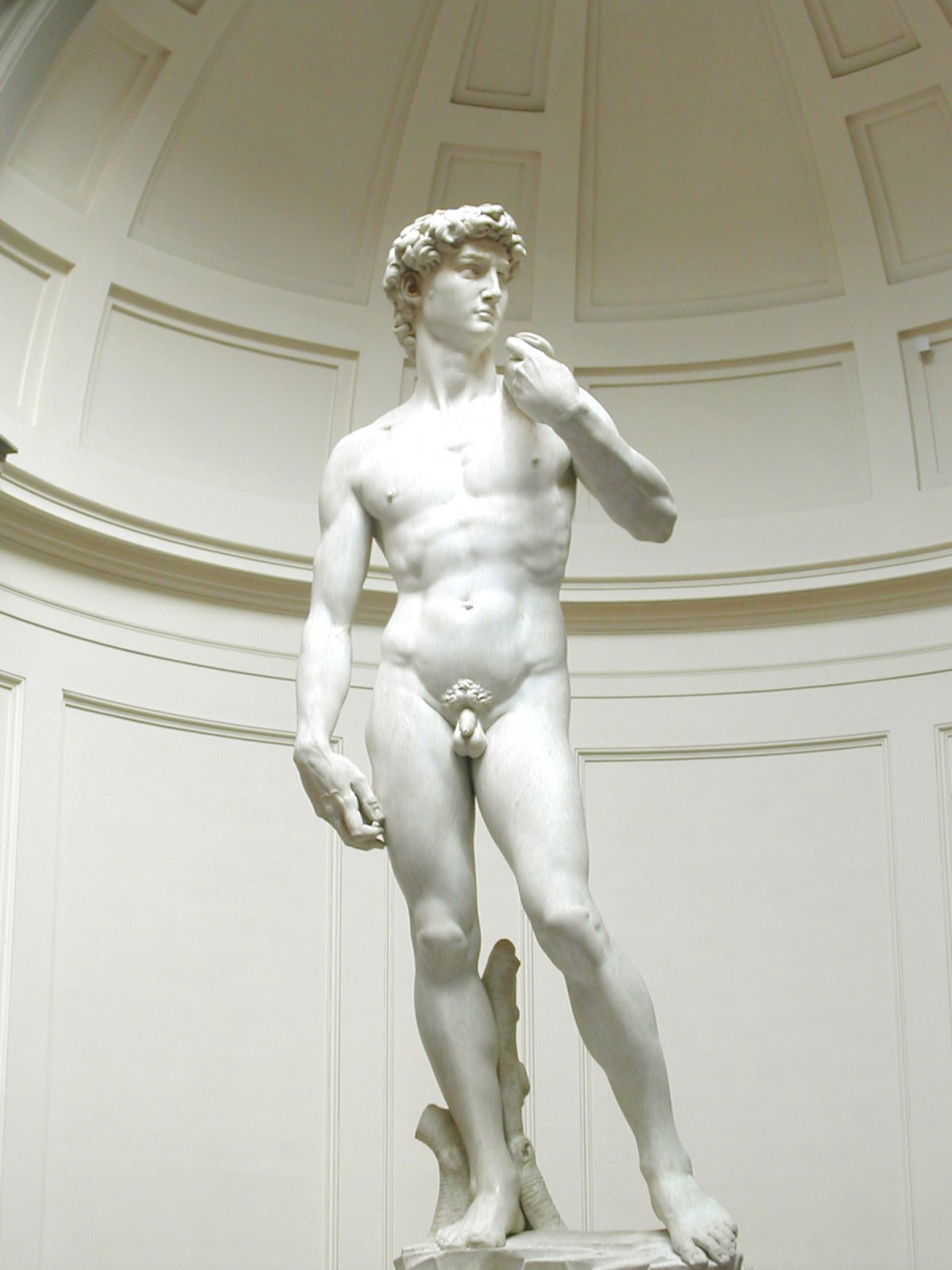
Michelangelův David

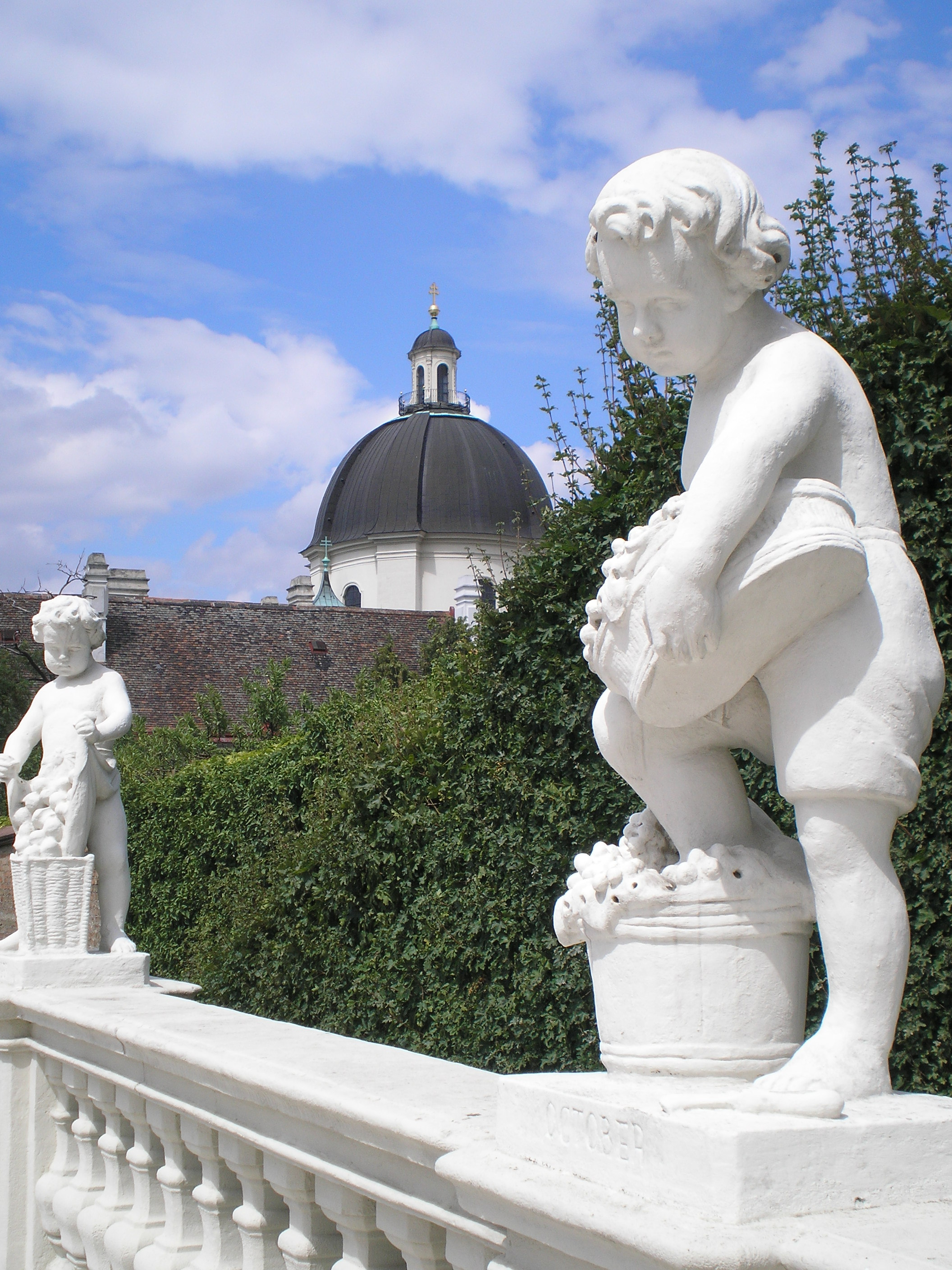
Sochy na mostě ve Vídni

Socha je samostatné třírozměrné umělecké dílo vytvořené sochařem.[zdroj⁠?!]
Výkladový slovník Jana Baleky uvádí, že plastika je socha tvořená technikou přidávací (vymodelované sochy z keramiky apod.) a skulptura je socha tvořená technikou odebírající (tesané sochy z mramoru, dřeva apod.). Stejný výklad uvádějí také historikové umění Oldřich J. Blažíček a Jiří Kropáček v svém Slovníku pojmů z dějin umění.
Odborná literatura k dějinám umění pojmy skulptura a plastika rozlišuje exaktně, jako dva hlavní způsoby vzniku sochařského díla. Skulptura (z lat.) je socha, která vzniká ubíráním hmoty kamene, dřeva, kosti, kovu (kamenosochařství, řezbářství, glyptika – řezba gemm a kamejí). Plastika (z řeč.) je socha, jejíž vznik spočívá na principu přidávání hmoty, tj. modelování z vosku, štuku, hlíny (ceroplastika, štukatérství, terakotářství) a také na základě kovoliteckých postupů, kdy většinou vzniká nejprve model, který je následně pomocí formy odléván do podoby finálního díla (bronzová plastika aj.). Třetím způsobem vzniku sochařského díla je kovotepectví, toreutika.
Obvykle se ovšem slovo plastika (z latinského plastos = výtvor od plasso = tvořím, vymýšlím, přetvářím) používá jako obecné označení pro trojrozměrná výtvarná díla, zatímco socha jako označení pro figurální plastiky, přičemž slovo skulptura bývá považováno za synonymum slova plastika.
Socha svým tvarem či proporcemi obvykle vychází z lidské postavy, není to však pravidlem.[zdroj⁠?!] V moderním sochařství se již od dob začátku abstrakce[zdroj?] začaly objevovat sochy, které nevycházejí z lidské figury. V dnešní době se tyto „odlidštěné“ sochy dají nazvat „objekty“.[zdroj?]
Více soch sestavených tak, aby působily jako celek, se nazývá sousoší.
Socha může být vyrobena z nejrůznějších materiálů, ale historicky nejběžněji používané jsou keramika, různé druhy kamene, bronz, dřevo apod.
Sochy jsou často používány jako součást pomníků či kašen, jako architektonický doplněk exteriérů i interiérů budov i jako samostatná díla, umístěná kdekoliv v přírodě či na veřejných prostranstvích, která mají za úkol zpříjemnit prostředí člověka a vytvořit orientační body v krajině a v zástavbě. Je častý prvek zahradní architektury používaný v sadovnické tvorbě.
Zvláštním odvětvím sochařství je drobná plastika medaile nebo též mince. Z hlediska sochařství se jedná o stejné objekty, rozdíl bývá pouze v použití výsledného produktu. Jedná se o tak odlišný obor užitého sochařství, že se tvůrci medailí a mincí postupně z klasického sochařství vyčlenili, začalo se jim říkat medaileři.
Některé druhy soch:
- Medaile
- Reliéf
- Busta
- Jezdecká socha
- Sousoší
- Figura
- Sochařský objekt (v dnešní době architekty velmi oblíbený)
- Živá socha